# 리언 촐고츠
리언 프랭크 촐고츠(영어: Leon Frank Czolgosz, 1873년 5월 5일 ~ 1901년 10월 29일)는 폴란드계 미국인 아나키스트로 대통령 윌리엄 매킨리를 암살한 인물이었다.  첫 세대 폴란드 이민자 부모에게 태어난 촐고츠는 빈곤에 자라왔으며 장소를 옮겨다녔다고 한다.  그는 겨우 5년의 형식 교육을 받았고 자신의 10대 중반이었던 동안 일을 하기 시작하였다.  하지만 그는 학교의 외부에서 독서를 많이 한 지능적인 소년이었다.  그는 19세의 나이에 우세한 공황의 이유로 자신의 직업을 잃었을 때 처음 사회주의에 흥미를 가지게 되었다.  매우 곧 그는 가난한 사람들의 대가로 부유한 사람들을 더욱 부유하게 만든 국가의 기구였다고 결론을 내렸다.  그는 곧 교회에 대한 믿음을 잃고 아나키즘으로 향하여 이동하였다.  하지만 그의 이상한 행동은 아나키스트들을 수상하게 만들었고 그는 그렇게 홀로 남겨졌다.  매킨리 대통령이 팬아메리칸 박람회를 방문할 것을 알게 되었을 때 자신의 항의의 표시로 매킨리를 살해할 것을 결정하여 자신의 새로 산 리볼버와 함께 치명적으로 그에게 상처를 입혔다.  신속한 재판 후에 그는 매킨리 대통령 사망의 45일 안에 감전사에 의하여 살해되었다.  촐고츠는 당시 28세였다.

## 초기 세월
정통적으로 촐고츠가 미시간주 앨페나에서 태어났다는 것으로 믿어졌다.  하지만 경찰 서류들은 그의 출생지로서 디트로이트를 언급한다.  거기에는 또한 그의 출생의 정확한 해에 관한 착란이 있기도 한다.
그의 부모 폴 촐고츠와 메리 노웍은 첫 세대 폴란드 이민자들이었다.  그들은 믿음으로 로마 가톨릭 교도들이었고 그들의 3번째 아들의 출생 후 아마 1872년 미국으로 이주하였다.
리언은 자신의 부모의 10명 자녀들 중에 넷째였으며 월데크, 프랭크와 조지프로 불린 3명의 형이 있었다.  그는 또한 월터, 제이컵, 존과 마이클로 불린 4명의 남동생과 실리아와 빅토리아로 불린 2명의 여동생이 있었다.  추가적으로 그는 자신의 부친의 두번째 결혼 생활로부터 2명의 이복 형제 찰스와 앤트완이 있었다.
촐고츠 가족이 폴란드에서 살았던 동안 무엇을 했는지 알려지지 않았다.  미국에서 폴은 공장에서 노동자로 일하여 하루에 1 달러보다 적게 벌어 더 나은 전망을 찾아 장소에서 장소로 이동하였다.
가능적으로 1878년 리언이 5세 때 가족은 디트로이트로 이주하였다.  약 2년 후, 1880년경 그들은 또다른 이사를 갔는 데 이번에는 미시간주에서 프레스크아일 군에 있는 마을 포젠으로 갔다.  여기서 그의 부친은 농장을 얻었다.
리언은 거의 형식 교육을 박지 않았으며 겨우 5년간 학교를 다녔다.  수줍고 경건하고 착하고 똑똑한 소년이었던 그는 학교 외부에서 열렬히 독서를 하고 가족 안에서 지적으로 숙고되었다.

## 공장 근로자
리언의 모친 메리는 그녀의 막내딸 빅토리아를 낳은지 6주 후에 1885년/1886년에 사망하였다.  그에 따라 폴은 농장을 팔고 앨페나로 돌아갔다.  거기로부터 그들은 다시 펜실베이니아주 내트로나로 이주하였다.  여기서 리언은 유리 공장에서 자신의 첫 일을 맡았다.
1890년 가족은 17세의 리언이 클리블랜드 롤링 밀 컴퍼니에서 일하기 시작했던 오하이오주의 북동부에 있는 항구 도시 클리블랜드로 이주하였다.  여기서 그는 꾸준한 근로자로 알려졌고 매우 곧 성과급 인상을 받았다.
1893년 심각한 경제 공황이 클리블랜드 롤링 밀 컴퍼니가 그 운영을 일시적으로 폐업하는 데 원인을 일으켰다.  회사가 개업했을 때 임금 삭감에 의지하여 근로자들의 파업에 결과를 가져와 리언과 또한 똑같은 공장에서 일하였던 그의 형이 그들의 직업을 잃는 원인을 일으켰다.
1894년 리언 촐고츠는 직장을 되찾는 데 성공하여 자신을 프레드 C. 니만으로 불렀다.  우연히 니만은 '아무도'로 의미하는 폴란드-독일식 성이다.  하지만 사건은 그의 정신에 깊은 흔적을 남겼다.

## 아나키스트
빈부 격차는 리언 촐고츠를 굉장히 화나게 하였고 서서히 그는 사회주의 이상으로 향하기 시작하여 온건적 사회 사업가들의 클럽 골든 이글 소사이어티에 가입하였다.  그후에 그는 자신이 아나키즘으로 소개되었던 더욱 급진적인 사일러 클럽에 가입하러 골든 이글을 떠났다.
일정 기간 동안 그는 정부 구조 때문에 가난한 사람들의 대가로 부유한 사람들이 더욱 더 많은 부를 모을 수 있게 되었다는 결론을 내렸다.  그는 다른 아나키스트 단체들에 가입하려고 했으나 자신의 이상한 행동 때문에 그는 그들의 전부에 의하여 피해졌다.
1896년까지 그는 하느님과 교회에 대한 믿음을 잃었다.  세상과 소외된 그는 1898년 신경쇠악에 걸려 자신의 직업을 잃었다.  그때까지 그의 부친은 오하이오주 워런스빌에 55 에이커의 농장을 샀고 이제 리언은 거기에 살기 시작하였다.
자신의 부친의 농장에서 그는 급진적은 작품을 읽는 데 자신의 시간을 보냈고 전혀 집안일을 돕지 않았다.  그는 또한 시카고와 디트로이트를 자주 방문하여 리버티 클럽의 에밀 실링, 급진파 신문의 편집자 에이브러햄 아이잭과 에마 골드만 같은 아나키즘 운동에서 큰 이름들에 끌렸다.
그는 1900년 7월 29일 이탈리아의 움베르토 1세가 가에타노 브레시로 불린 아나키스트에 의하여 암살되었을 때 자신의 목적에 더욱 열중하게 되었다.  브레시는 자신이 서민을 위하여 국왕을 총쏘았다는 것을 언론에 말하였고 이것으 촐고츠에게 더욱 더 인상을 주었다.
1901년 여름 그는 버펄로로 이주하여 몇달간 웨스트세네카에서 하숙집에서 살았다.  그가 거기에 직업을 찾으러 가 5월 1일부터 시작되는 것이었던 팬아메리칸 박람회를 활용하려고 했다는 것이 가능했다.
5월 그가 며칠간 클리블랜드로 돌아왔기 때문에 그가 아무 직업을 찾지 못했던 것이 가능했다.  여기서 그는 에마 골드만의 강연회에 참석하였다.  그녀의 연설에 거대하게 인상을 받은 그는 그녀에게 접근하여 자신이 어떤 책들을 읽어야 하는가 그녀에게 의문하였다.
7월 12일 그는 시카고에 있는 에이브러햄 아이잭의 저택에서 골드만을 만나 자신을 프레드 C. 니만으로 불렀다.  그는 클리블랜드의 사회주의자들과 자신의 실망에 관하여 그녀에게 말하였고 또한 자신을 그녀의 아나키스트 친구들에게 소개하는 데 의문하였다.  그러나 에마 골드만이 그랬던 것처럼 혹은 보스턴으로 그녀의 길을 가면서 그것을 위한 시간이 없었다.
짧은 기간 안에 그의 실제 이름이 니만이 아닌 리언 촐고츠라는 것이 밝혀졌다.  그의 어색한 행동과 그들의 비밀적인 사회들이 골드만과 아이잭을 그의 의도들에 관하여 수상하게 만든 것에 관한 그의 의도들에 관하여 무뚝뚝한 질문을 묻는 데 그의 성향과 더불어 이것은 '자유의 사회'에서 그에 대한 경고를 게시하였다.

## 매킨리 암살 사건
1901년 8월 31일 촐고츠는 버펄로로 돌아가 브로드웨이 1078번지에 있는 존 노웍의 술집에 방을 내었다.  얼마 지나지 않아 9월 5일과 6일 윌리엄 매킨리 대통령이 팬아메리칸 박람회를 방문할 것이라고 공고도었다.  이 시점에서 촐고츠는 그를 살해하기로 결정하였다.
가능적으로 9월 2일 그는 4 달러 50 센트에 32 칼리버 아이버 존슨 "안전 자동" 리볼버를 샀다.  그후에 그는 자신의 기회를 기다려 9월 5일 작업을 완성하는 목표를 두었다.
9월 5일 대통령은 박람회에서 관세와 해외 무역에 연설을 하였다.  촐고츠가 리볼버와 함께 거기에 갔어도 그는 곧 자신이 대통령에게 가까이 갈 수 없다는 것을 알아차렸다.  그러므로 그는 다음날을 기다리기로 결정하였다.
9월 6일 대통령은 오후 4시 박람회장에 있는 강당 템플 오브 뮤직에서 10분간 일반 대중을 만나는 데 예정이 잡혔다.  자신의 기회를 잡은 촐고츠는 줄을 서서 손수건에 싼 자신의 리볼버를 들어 4시 7분 대통령에 도달하였다.
대통령이 그의 손을 내밀면서 촐고츠는 때려 버려 그에게 복부에 두발을 쏘았다.  첫 총탄은 코트 단추를 쳐 튕겨나갔다.  그러나 두번째 총탄은 그의 배를 쳐 심각하게 그에게 상처를 입혔다.  대통령은 9월 14일 자신의 부상에 굴복하였다.

## 재판과 사망
매킨리 대통령이 뒤로 쓰러지면서 관중은 촐고츠를 공격하였다.  경찰이 관중들을 멀리하기 위하여 열심히 노력했어도 그들은 결국 그를 구금할 수 있었으며 시초적으로 오스틴 스트리트 346번지에 있는 버펄로의 13 구내에서 감방에 가두었다.
그는 자신이 살인이 자신의 의무라고 믿었기 때문에 대통령을 살해한 것을 자신의 심문자들에게 말하였다.  그는 또한 한 남성이 너무 많은 용역을 가져야 하고 또다른 남성은 아무것도 가질 수 없다는 것이 옳았다는 것을 자신이 생각하지 않았다고 말하였다.
시초적으로 그가 큰 음모의 일부였다는 것으로 생각되었다.  그는 자신이 에마 골드만의 연설에 의하여 영감을 받았다는 것을 말했기 때문에 그녀와 다른 아나키스트들이 잠시 체포되었다.  이후에 그가 홀로 활동했다는 것으로 찾아졌다.
9월 6일 그는 이리군 감옥으로 데려와졌고 군의 에머리 판사에서 그에게 혐의들이 읽혔다.  실제 재판은 9월 23일에 시작되었다.
자신이 변호인을 받았어도 그는 그들과 협동하는 데 거부하였다.  재판이 열린 동안 자신의 변호에 그는 아무것도 말하지 않았다.  그러므로 그의 변호인들은 그가 제정신이 아니었다는 것을 주장하였다.
배심원들은 또한 그런 닫힌 장소에서 제정신이 아닌 사람이 대통령을 쏠 것이라는 것을 인정하기도 하였다.  동시에 그는 자신이 자신의 행위의 결과를 알았기 때문에 법적으로 미친 사람으로 정의될 수 없었다.
9월 24일 고작 한 시간 고민 끝에 배심원은 그에게 유죄 판결을 내려 9월 26일 만장일치로 사형을 권고하였다.  오랫동안 그는 어떤 감정도 드러내지 않고 조용히 있었다.
10월 29일 촐고츠는 오번 교도소에서 감전사를 당하였다.  그는 1800 볼트의 각각 3 졸트가 주어졌다.  그의 마지막 말들은 "난 나의 범죄에 대해 미안하지 않다.  난 나의 부친을 보지 못하여 미안하다."였다.
그의 가족 일원들이 똑바른 매장을 위하여 그의 시체를 가져가길 원했어도 폭도의 폭력을 두려워한 교도소 권한들은 그것을 넘기는 데 거부하였다.  대신 그들은 빠른 분해를 위하여 황산과 함께 그의 시체를 덮은 후 교도소 안에 그를 안장하였다.

## 기타
촐고츠가 매킨리 대통령을 저격하는데 쓰인 리볼버는 현재 버펄로 역사 박물관에 전시되고 있다. 그가 대통령을 쏘았던 장소인 템플 오브 뮤직이 이후에 철거되었어도 포덤 드라이버의 표지석은 현재에도 대략적인 지점을 표시하고 있다.

## 같이 보기
- 존 윌크스 부스
- 리 하비 오스월드